# 2023-as Formula–1 belga nagydíj
A belga nagydíj a 2023-as Formula–1 világbajnokság tizenkettedik futama volt, amelyet 2023. július 28. és július 30. között rendeztek meg a Circuit de Spa-Francorchamps versenypályán, Spában.

## Választható keverékek
| Abroncs              | Friss | Használt |
| -------------------- | ----- | -------- |
| Kemény keverék (C2)  |       |          |
| Közepes keverék (C3) |       |          |
| Lágy keverék (C4)    |       |          |
| Átmeneti esőgumi (I) |       |          |
| Teljes esőgumi (W)   |       |          |

## Szabadedzés
A belga nagydíj szabadedzését július 28-án, pénteken délután tartották, magyar idő szerint 13:30-tól.
| helyezés | versenyző        | csapat/motor          | elért idő  | különbség | futott kör |
| -------- | ---------------- | --------------------- | ---------- | --------- | ---------- |
| 1        | Carlos Sainz Jr. | Ferrari               | 2:03,207   | −         | 9          |
| 2        | Oscar Piastri    | McLaren-Mercedes      | 2:03,792   | +0,585    | 4          |
| 3        | Lando Norris     | McLaren-Mercedes      | 2:04,484   | +1,277    | 4          |
| 4        | Charles Leclerc  | Ferrari               | 2:08,148   | +4,941    | 8          |
| 5        | Sergio Pérez     | Red Bull-Honda RBPT   | 2:08,240   | +5,033    | 5          |
| 6        | Alexander Albon  | Williams-Mercedes     | 2:08,394   | +5,187    | 5          |
| 7        | Cunoda Júki      | AlphaTauri-Honda RBPT | 2:09,067   | +5,860    | 8          |
| 8        | Kevin Magnussen  | Haas-Ferrari          | 2:09,229   | +6,022    | 7          |
| 9        | Daniel Ricciardo | AlphaTauri-Honda RBPT | 2:09,319   | +6,112    | 7          |
| 10       | Nico Hülkenberg  | Haas-Ferrari          | 2:10,042   | +6,835    | 8          |
| 11       | Fernando Alonso  | Aston Martin-Mercedes | 2:10,283   | +7,076    | 4          |
| 12       | Lewis Hamilton   | Mercedes              | 2:10,299   | +7,092    | 7          |
| 13       | George Russell   | Mercedes              | 2:10,475   | +7,268    | 7          |
| 14       | Valtteri Bottas  | Alfa Romeo-Ferrari    | 2:12,085   | +8,878    | 9          |
| 15       | Csou Kuan-jü     | Alfa Romeo-Ferrari    | 2:14,002   | +10,798   | 8          |
| 16       | Logan Sargeant   | Williams-Mercedes     | idő nélkül |           | 4          |
| 17       | Lance Stroll     | Aston Martin-Mercedes | idő nélkül |           | 5          |
| 18       | Pierre Gasly     | Alpine-Renault        | idő nélkül |           | 2          |
| 19       | Esteban Ocon     | Alpine-Renault        | idő nélkül |           | 2          |
| 20       | Max Verstappen   | Red Bull-Honda RBPT   | idő nélkül |           | 2          |

## Időmérő edzés
A belga időmérő edzését július 28-án, pénteken délután tartották, magyar idő szerint 17:00-tól, de tízperces késéssel indult a száradó pálya miatt.
| helyezés              | rajtszám | versenyző        | csapat/motor          | 1. rész  | 2. rész  | 3. rész  | rajthely   | futott kör |
| --------------------- | -------- | ---------------- | --------------------- | -------- | -------- | -------- | ---------- | ---------- |
| 1                     | 1        | Max Verstappen   | Red Bull-Honda RBPT   | 1:58,515 | 1:52,784 | 1:46,168 | 6[a]       | 22         |
| 2                     | 16       | Charles Leclerc  | Ferrari               | 1:58,300 | 1:52,017 | 1:46,988 | 1          | 23         |
| 3                     | 11       | Sergio Pérez     | Red Bull-Honda RBPT   | 1:58,899 | 1:52,353 | 1:47,045 | 2          | 22         |
| 4                     | 44       | Lewis Hamilton   | Mercedes              | 1:58,563 | 1:52,345 | 1:47,087 | 3          | 24         |
| 5                     | 55       | Carlos Sainz Jr. | Ferrari               | 1:58,688 | 1:51,711 | 1:47,152 | 4          | 23         |
| 6                     | 81       | Oscar Piastri    | McLaren-Mercedes      | 1:58,872 | 1:51,534 | 1:47,365 | 5          | 23         |
| 7                     | 4        | Lando Norris     | McLaren-Mercedes      | 1:59,981 | 1:52,252 | 1:47,669 | 7          | 21         |
| 8                     | 63       | George Russell   | Mercedes              | 1:59,035 | 1:52,605 | 1:47,805 | 8          | 24         |
| 9                     | 14       | Fernando Alonso  | Aston Martin-Mercedes | 1:58,834 | 1:52,751 | 1:47,843 | 9          | 22         |
| 10                    | 18       | Lance Stroll     | Aston Martin-Mercedes | 1:59,663 | 1:52,193 | 1:48,841 | 10         | 22         |
| 11                    | 22       | Cunoda Júki      | AlphaTauri-Honda RBPT | 1:59,044 | 1:53,148 |          | 11         | 15         |
| 12                    | 10       | Pierre Gasly     | Alpine-Renault        | 1:59,511 | 1:53,671 |          | 12         | 17         |
| 13                    | 20       | Kevin Magnussen  | Haas-Ferrari          | 2:00,020 | 1:54,160 |          | 16[b]      | 17         |
| 14                    | 77       | Valtteri Bottas  | Alfa Romeo-Ferrari    | 1:59,484 | 1:54,694 |          | 13         | 17         |
| 15                    | 31       | Esteban Ocon     | Alpine-Renault        | 1:59,634 | 1:56,372 |          | 14         | 13         |
| 16                    | 23       | Alexander Albon  | Williams-Mercedes     | 2:00,314 |          |          | 15         | 8          |
| 17                    | 24       | Csou Kuan-jü     | Alfa Romeo-Ferrari    | 2:00,832 |          |          | 17         | 9          |
| 18                    | 2        | Logan Sargeant   | Williams-Mercedes     | 2:01,535 |          |          | 18         | 6          |
| 19                    | 3        | Daniel Ricciardo | AlphaTauri-Honda RBPT | 2:02,159 |          |          | 19         | 8          |
| 20                    | 27       | Nico Hülkenberg  | Haas-Ferrari          | 2:03,166 |          |          | boxutca[c] | 5          |
| 107%-os idő: 2:04,581 |          |                  |                       |          |          |          |            |            |

Megjegyzések:
- ↑ a:  — Max Verstappen öt rajthelyes büntetést kapott, mivel az autójába új sebességváltót szereltek, ezzel azonban túllépte a szezonra vonatkozó maximális darabszámot.[4]
- ↑ b:  — Kevin Magnussen eredetileg a 13. helyről kezdte volna a futamot, de mivel feltartotta a Q2-ben a gyors körét teljesítő Charles Leclerct, ezért 3 rajthelyes büntetést kapott.[5]
- ↑ c:  — Nico Hülkenberg a boxutcából rajtolt, mivel számos alkatrészt cseréltek az autójába, valamint megszegték a parc fermé-szabályt.[6]

## Sprint szétlövés
A belga sprint szétlövést, azaz a sprint verseny időmérő edzését július 29-én, szombaton délután tartották volna, magyar idő szerint 12:00-tól, de esőzés miatt 35 perces késéssel kezdték meg a szétlövést.
| helyezés              | rajtszám | versenyző        | csapat/motor          | 1. rész    | 2. rész    | 3. rész  | rajthely | futott kör |
| --------------------- | -------- | ---------------- | --------------------- | ---------- | ---------- | -------- | -------- | ---------- |
| 1                     | 1        | Max Verstappen   | Red Bull-Honda RBPT   | 1:58,135   | 1:55,200   | 1:49,056 | 1        | 14         |
| 2                     | 81       | Oscar Piastri    | McLaren-Mercedes      | 2:00,056   | 1:56,392   | 1:49,067 | 2        | 14         |
| 3                     | 55       | Carlos Sainz Jr. | Ferrari               | 1:59,414   | 1:56,557   | 1:49,081 | 3        | 14         |
| 4                     | 16       | Charles Leclerc  | Ferrari               | 1:59,575   | 1:56,265   | 1:49,251 | 4        | 14         |
| 5                     | 4        | Lando Norris     | McLaren-Mercedes      | 2:00,436   | 1:56,828   | 1:49,389 | 5        | 16         |
| 6                     | 10       | Pierre Gasly     | Alpine-Renault        | 2:00,032   | 1:56,137   | 1:49,700 | 6        | 15         |
| 7                     | 44       | Lewis Hamilton   | Mercedes              | 1:58,939   | 1:55,823   | 1:49,900 | 7        | 16         |
| 8                     | 11       | Sergio Pérez     | Red Bull-Honda RBPT   | 1:59,362   | 1:55,878   | 1:49,961 | 8        | 14         |
| 9                     | 31       | Esteban Ocon     | Alpine-Renault        | 1:59,884   | 1:57,051   | 1:50,494 | 9        | 15         |
| 10                    | 63       | George Russell   | Mercedes              | 2:00,475   | 1:57,393   | 1:55,742 | 10       | 13         |
| 11                    | 3        | Daniel Ricciardo | AlphaTauri-Honda RBPT | 2:00,177   | 1:57,687   |          | 11       | 10         |
| 12                    | 23       | Alexander Albon  | Williams-Mercedes     | 1:59,198   | idő nélkül |          | 12       | 8          |
| 13                    | 2        | Logan Sargeant   | Williams-Mercedes     | 2:00,031   | idő nélkül |          | 13       | 10         |
| 14                    | 18       | Lance Stroll     | Aston Martin-Mercedes | 2:00,460   | idő nélkül |          | 14       | 9          |
| 15                    | 14       | Fernando Alonso  | Aston Martin-Mercedes | 1:59,038   | idő nélkül |          | 15       | 6          |
| 16                    | 22       | Cunoda Júki      | AlphaTauri-Honda RBPT | 2:00,568   |            |          | 16       | 6          |
| 17                    | 77       | Valtteri Bottas  | Alfa Romeo-Ferrari    | 2:00,951   |            |          | 17       | 6          |
| 18                    | 20       | Kevin Magnussen  | Haas-Ferrari          | 2:01,079   |            |          | 18       | 7          |
| 19                    | 24       | Csou Kuan-jü     | Alfa Romeo-Ferrari    | 2:01,430   |            |          | 19       | 7          |
| –                     | 27       | Nico Hülkenberg  | Haas-Ferrari          | idő nélkül |            |          | 20[a]    | 6          |
| 107%-os idő: 2:06,404 |          |                  |                       |            |            |          |          |            |

Megjegyzések:
- ↑ a:  — Nico Hülkenberg mért idő nélkül maradt, de végül rajtengedélyt kapott a stewardoktól.

## Sprintfutam
A belga sprintfutamot július 29-én, szombaton délután tartották volna, magyar idő szerint 16:30-kor, de esőzés miatt végül 17:35-kor rajtolt el.
| helyezés | rajtszám | versenyző        | csapat/motor          | futott kör | idő/kiesés oka   | rajthely | pont |
| -------- | -------- | ---------------- | --------------------- | ---------- | ---------------- | -------- | ---- |
| 1        | 1        | Max Verstappen   | Red Bull-Honda RBPT   | 11         | 24:58,433        | 1        | 8    |
| 2        | 81       | Oscar Piastri    | McLaren-Mercedes      | 11         | +6,677           | 2        | 7    |
| 3        | 10       | Pierre Gasly     | Alpine-Renault        | 11         | +10,733          | 6        | 6    |
| 4        | 55       | Carlos Sainz Jr. | Ferrari               | 11         | +12,648          | 3        | 5    |
| 5        | 16       | Charles Leclerc  | Ferrari               | 11         | +15,016          | 4        | 4    |
| 6        | 4        | Lando Norris     | McLaren-Mercedes      | 11         | +16,052          | 5        | 3    |
| 7        | 44       | Lewis Hamilton   | Mercedes              | 11         | +16,757[a]       | 7        | 2    |
| 8        | 63       | George Russell   | Mercedes              | 11         | +16,822          | 10       | 1    |
| 9        | 31       | Esteban Ocon     | Alpine-Renault        | 11         | +22,410          | 9        |      |
| 10       | 3        | Daniel Ricciardo | AlphaTauri-Honda RBPT | 11         | +22,806          | 11       |      |
| 11       | 18       | Lance Stroll     | Aston Martin-Mercedes | 11         | +25,007          | 14       |      |
| 12       | 23       | Alexander Albon  | Williams-Mercedes     | 11         | +26,303          | 12       |      |
| 13       | 77       | Valtteri Bottas  | Alfa Romeo-Ferrari    | 11         | +27,006          | 17       |      |
| 14       | 20       | Kevin Magnussen  | Haas-Ferrari          | 11         | +32,986          | 18       |      |
| 15       | 24       | Csou Kuan-jü     | Alfa Romeo-Ferrari    | 11         | +36,342          | 19       |      |
| 16       | 2        | Logan Sargeant   | Williams-Mercedes     | 11         | +37,571[b]       | 13       |      |
| 17       | 27       | Nico Hülkenberg  | Haas-Ferrari          | 11         | +37,827          | 20       |      |
| 18       | 22       | Cunoda Júki      | AlphaTauri-Honda RBPT | 11         | +39,267          | 16       |      |
| Ki       | 11       | Sergio Pérez     | Red Bull-Honda RBPT   | 8          | baleseti sérülés | 8        |      |
| Ki       | 14       | Fernando Alonso  | Aston Martin-Mercedes | 2          | baleset          | 15       |      |

Megjegyzések:
- ↑ a:  — Lewis Hamilton a 4. helyen végzett, de 5 másodperces időbüntetést kapott, mert összeütközött Sergio Pérezzel.[9]
- ↑ b:  — Logan Sargeant 5 másodperces büntetést kapott a boxutcában való gyorshajtásért.

## Futam
A belga nagydíj futamát július 30-án, vasárnap délután tartották, magyar idő szerint 15:00-kor.
| helyezés | rajtszám | versenyző        | csapat/motor          | futott kör | idő/kiesés oka   | rajthely | pont  |
| -------- | -------- | ---------------- | --------------------- | ---------- | ---------------- | -------- | ----- |
| 1        | 1        | Max Verstappen   | Red Bull-Honda RBPT   | 44         | 1:22:30,450      | 6        | 25    |
| 2        | 11       | Sergio Pérez     | Red Bull-Honda RBPT   | 44         | +22,305          | 2        | 18    |
| 3        | 16       | Charles Leclerc  | Ferrari               | 44         | +32,259          | 1        | 15    |
| 4        | 44       | Lewis Hamilton   | Mercedes              | 44         | +49,671          | 3        | 13[a] |
| 5        | 14       | Fernando Alonso  | Aston Martin-Mercedes | 44         | +56,184          | 9        | 10    |
| 6        | 63       | George Russell   | Mercedes              | 44         | +1:03,101        | 8        | 8     |
| 7        | 4        | Lando Norris     | McLaren-Mercedes      | 44         | +1:13,719        | 7        | 6     |
| 8        | 31       | Esteban Ocon     | Alpine-Renault        | 44         | +1:14,719        | 14       | 4     |
| 9        | 18       | Lance Stroll     | Aston Martin-Mercedes | 44         | +1:19,340        | 10       | 2     |
| 10       | 22       | Cunoda Júki      | AlphaTauri-Honda RBPT | 44         | +1:20,221        | 11       | 1     |
| 11       | 10       | Pierre Gasly     | Alpine-Renault        | 44         | +1:23,084        | 12       |       |
| 12       | 77       | Valtteri Bottas  | Alfa Romeo-Ferrari    | 44         | +1:25,191        | 13       |       |
| 13       | 24       | Csou Kuan-jü     | Alfa Romeo-Ferrari    | 44         | +1:35,441        | 17       |       |
| 14       | 23       | Alexander Albon  | Williams-Mercedes     | 44         | +1:36,184        | 15       |       |
| 15       | 20       | Kevin Magnussen  | Haas-Ferrari          | 44         | +1:41,754        | 16       |       |
| 16       | 3        | Daniel Ricciardo | AlphaTauri-Honda RBPT | 44         | +1:43,071        | 19       |       |
| 17       | 2        | Logan Sargeant   | Williams-Mercedes     | 44         | +1:44,476        | 18       |       |
| 18       | 27       | Nico Hülkenberg  | Haas-Ferrari          | 44         | +1:50,450        | boxutca  |       |
| Ki       | 55       | Carlos Sainz Jr. | Ferrari               | 23         | baleseti sérülés | 4        |       |
| Ki       | 81       | Oscar Piastri    | McLaren-Mercedes      | 0          | baleseti sérülés | 5        |       |

Megjegyzések:
- ↑ a:  — Lewis Hamilton a helyezéséért járó pontok mellett a versenyben futott leggyorsabb körért további 1 pontot szerzett.

## A világbajnokság állása a verseny után
| H   | Versenyzők       | Pont | H   | Konstruktőrök         | Pont |
| --- | ---------------- | ---- | --- | --------------------- | ---- |
| 1.  | Max Verstappen   | 314  | 1.  | Red Bull-Honda RBPT   | 503  |
| 2.  | Sergio Pérez     | 189  | 2.  | Mercedes              | 247  |
| 3.  | Fernando Alonso  | 149  | 3.  | Aston Martin-Mercedes | 196  |
| 4.  | Lewis Hamilton   | 148  | 4.  | Ferrari               | 191  |
| 5.  | Charles Leclerc  | 99   | 5.  | McLaren-Mercedes      | 103  |
| 6.  | George Russell   | 99   | 6.  | Alpine-Renault        | 57   |
| 7.  | Carlos Sainz Jr. | 92   | 7.  | Williams-Mercedes     | 11   |
| 8.  | Lando Norris     | 69   | 8.  | Haas-Ferrari          | 11   |
| 9.  | Lance Stroll     | 47   | 9.  | Alfa Romeo-Ferrari    | 9    |
| 10. | Esteban Ocon     | 35   | 10. | AlphaTauri-Honda RBPT | 3    |

## Statisztikák
- Vezető helyen:
  - Sergio Pérez: 14 kör (1–12 és 15–6)
  - Max Verstappen: 30 kör (13–14 és 17–44)
- Charles Leclerc 20. pole-pozíciója.
- Max Verstappen 45. futamgyőzelme.
- Lewis Hamilton 63. versenyben futott leggyorsabb köre.
- A Red Bull Racing 104. futamgyőzelme.
- Max Verstappen 89., Sergio Pérez 34., Charles Leclerc 27. dobogós helyezése.
- A Red Bull Racing zsinórban a 13. győzelmét aratta a 2022-es abu-dzabi szezonzáró nagydíj óta, amivel megdöntötte saját maguk elért 12 győzelmét.[10]
- A Red Bull Racing 12. győzelme volt a szezonban, így megdöntötte a szezonkezdettől zsinórban aratott győzelmek rekordját, amely 11 győzelem volt 1988-ban a McLaren által.[10]